# Artenara
Artenara, Las Palmas település Spanyolországban, Las Palmas tartományban. Artenara Tejeda, Agaete, Gáldar, Moya, La Aldea de San Nicolás és Valleseco községekkel határos. Lakosainak száma 1029 fő (2024).

## Népesség
A település népessége az elmúlt években az alábbi módon változott:
| Lakosok száma | 1490 | 1469 | 1300 | 1257 | 1242 | 1180 | 1096 | 1069 | 1030 | 1029 |
|               | 2001 | 2004 | 2007 | 2009 | 2012 | 2014 | 2017 | 2019 | 2022 | 2024 |